# Ermita del Buen Suceso (Braojos de la Sierra)
La ermita del Buen Suceso es un bien inmueble del municipio español de Braojos de la Sierra, en la Comunidad de Madrid.

## Descripción
La ermita del Buen Suceso está ubicada en el término municipal de Braojos de la Sierra, en el norte de la Comunidad de Madrid. Su origen se remontaría al menos a los siglos XVI-XVI. En el Diccionario geográfico-estadístico-histórico de España y sus posesiones de Ultramar de Pascual Madoz aparece citada en la entrada correspondiente a Braojos: «se encuentra en él á 1/4 de leg. de la pobl. una ermita (Ntra. Sra. del Buen Suceso) con mucho culto y veneración».
El 2 de octubre de 1981 se incoó expediente para su declaración como monumento histórico-artístico, mediante una resolución publicada el 30 de noviembre de ese mismo año en el Boletín Oficial del Estado, con la rúbrica del director general de Bellas Artes, Archivos y Bibliotecas del Ministerio de Cultura, Javier Tusell.